# Супиори
Супиори (индон. Pulau Supiori) — небольшой остров в заливе Чендравасих, в составе архипелага Биак. В административном отношении относится к индонезийской провинции Папуа.
Расположен к северо-западу от острова Биак; составляет примерно 40 км в длину и 25 км в ширину. К югу от Супиори расположены маленькие коралловые острова Арури и Рани. Площадь острова составляет 659 км²; длина береговой линии — 172,5 км. Самая высокая точка — 1034 м над уровнем моря. Основные населённые пункты — деревни Коридо на южном побережье и Йенггарбун — на северном побережье.
Первым европейцем, обнаружившим и описавшим Супиори, был испанский исследователь Альваро де Сааведра в 1528 году. В 1545 году остров вновь был описан испанским мореплавателем Иньего Ортисом де Ретесом. Испанцы назвали остров Los Martires (мученики), возможно из-за того, что Супиори был местом, где взбунтовавшийся экипаж убил моряка Эрнандо де Грихальву. До 1962 года остров входил в состав Нидерландской Новой Гвинеи.